# John Selden
Pour les articles homonymes, voir Selden.
John Selden (1584-1654) est un juriste et humaniste anglais.

## Biographie
Malgré une origine modeste (son père était un petit fermier), il profite de la remarquable effervescence culturelle dans le Londres élisabéthain pour se faire une place dans la haute société grâce à ses hautes qualités intellectuelles. Né à Salvington (aujourd'hui intégré à Worthing) dans le Sussex, il étudie à l'université d'Oxford puis en 1604 à l'Inner Temple, une des écoles londoniennes de droit. Il devient avocat en 1612, mais plaide peu. 
Il publie en 1618 son History of Tithes (« Histoire des dîmes »), dont les conclusions indisposent le clergé car il y soutient que les dîmes ne sont pas dues en vertu du droit divin, mais plutôt du droit humain : cela lui vaut d'être sommé de se rétracter devant Jacques Ier et son Conseil privé.
Dans les années 1620, son travail devient de plus en plus politique : des hommes influents viennent lui demander conseil sur des questions constitutionnelles, l'amenant à s'engager dans les affaires publiques. En 1621, il est recruté comme conseiller juridique par la Chambre des lords et celles des Communes. Ses conseils conduisent notamment les Lords à rétablir la pratique tombée en désuétude consistant à inculper les personnalités officielles accusées d'activités illicites. Mécontent de cette décision, le roi Jacques Ier fait emprisonner Selden cinq semaines. Cette arrestation semble le radicaliser contre toutes les formes de tyrannie.
Il siège aux sessions de la Chambre des communes de 1624-1625, 1626 (où il fait partie du comité chargé de dresser l'acte d'accusation de Buckingham)  et 1628-1629 (où il est chargé de rédiger la Pétition des droits). Contrarié par la résistance des députés, le roi Charles Ier met brutalement fin à la session parlementaire de 1629 puis arrête neuf d'entre eux dont John Selden. Le juriste est emprisonné à la Tour de Londres pendant huit mois puis transféré dans la prison de Marshalsea, sans qu'aucune accusation précise ne soit portée contre lui. En 1631, il obtient sa liberté provisoire assortie d'une mise à l'épreuve. Sa libération définitive, en 1635, est lié à un marché conclu avec le roi : Selden gagne sa liberté à condition de publier son livre Mare Clausum (La Mer fermée). Dans cet ouvrage, le juriste défend la souveraineté britannique sur les mers environnantes, une thèse qui sert les intérêts maritimes de Charles Ier. À ce titre, John Selden peut être regardé, avec Hugo Grotius, comme un pionnier du droit international de la mer. 
Outre ses compétences d'historien du droit et de constitutionnaliste, John Selden est un remarquable orientaliste. En conséquence, il apprend les langues orientales, en premier lieu l'hébreu auprès de James Ussher, futur archevêque d'Armagh. Sa bibliothèque contient des livres ou manuscrits en hébreu, en syriaque, en arabe, en persan, en turc et en chinois. Une telle passion s'explique par sa conviction que la vérité se trouve en puisant aux sources originales. Son célèbre  traité sur le droit naturel, le De jure naturali et gentium juxta disciplinam Ebraeorum,  paru à Londres (Bishop) en 1640, témoigne de cette immense culture, tant  juridique que littéraire.  
Il reparaît au Long Parlement où il se montre modéré, mais finit par soutenir la cause du Parlement contre le roi. Lors de l'assemblée de Westminster, qui siège de 1643 à 1649 pour réformer l'Église d'Angleterre, il se range du côté des érastiens qui défendent la soumission de l'Église à l'autorité du pouvoir civil.  
Dans son testament, rédigé en 1653, à défaut d'héritier, il lègue ses livres, ses manuscrits et sa carte de Chine à l'université d'Oxford.  
Il meurt l'année suivante dans sa maison londonienne de Whitefriars.  
En 1659, ces documents rejoignent précisément la Bibliothèque bodléienne. 
Il épouse secrètement et civilement Elizabeth Talbot, comtesse de Kent. Il a pour ami notable le poète John Donne, le satiriste Ben Jonson et le dramaturge Francis Beaumont.
Sa devise Peri Pantos ten eleutherian (la liberté par-dessus tout) montre son attachement à défendre la liberté face à la tyrannie, notamment par l'intermédiaire de la loi.

## Œuvres
- (la) England's Epinomis, 1610

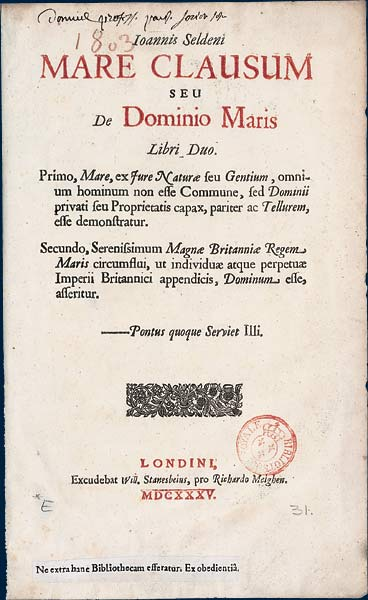
John Selden, Mare clausum, page de titre, Londres, 1635.

- (la) Jani Anglorum ; Facies Altera, 1610
- (la) The Duello, or Single Combat, 1610, une histoire du duel judiciaire depuis la conquête normande
- (en) Titles of Honor, 1614
- (la) Analecton Anglobritannicon, 1615, sur le modèle du Franco-Gallia de François Hotman
- (la) De diis Syriis, 1617, sur la mythologie orientale
- (en) History of Tithes, 1618
- une édition de l’Historia Novarum d'Eadmer, 1623
- des Commentaires sur les marbres d'Arundel, 1628
- (la) De successionibus in bona defuncti secundum leges Ebraeorum, 1631
- (la) De successione in pontificatum Ebraeorum, 1631.
- (la) Mare clausum, 1635, traité contre la liberté des mers, opposé au Mare liberum de Grotius
- (la) De jure naturali et gentium juxta disciplinam Ebraeorum, 1640, traité de droit naturel (in folio de 847 pages)
- (en) Privileges of the Baronage of England when they sit in Parliament and Discourse concerning the Rights and Privileges of the Subject, 1642.
- une édition des Annales d'Eutychius d'Alexandrie, 1642
- (la) Dissertatio de anno civili et calendario reipublicae Judaicae, 1644
- une édition de la Fleta, traité du XIIIe siècle sur la common law anglaise
- (la) Uxor Ebraica, 1646, traité sur le mariage et le divorce chez les Juifs
- (la) De synedriis et prefecturis juridicis veterum Ebraeorum, étude sur le Sanhédrin, et publiée pour la 1re partie en 1647, la 2de en 1653, et la 3e en 1655

Ses œuvres ont été réunies en 3 volumes publiés à Londres en 1726.